# マタヌスカ氷河

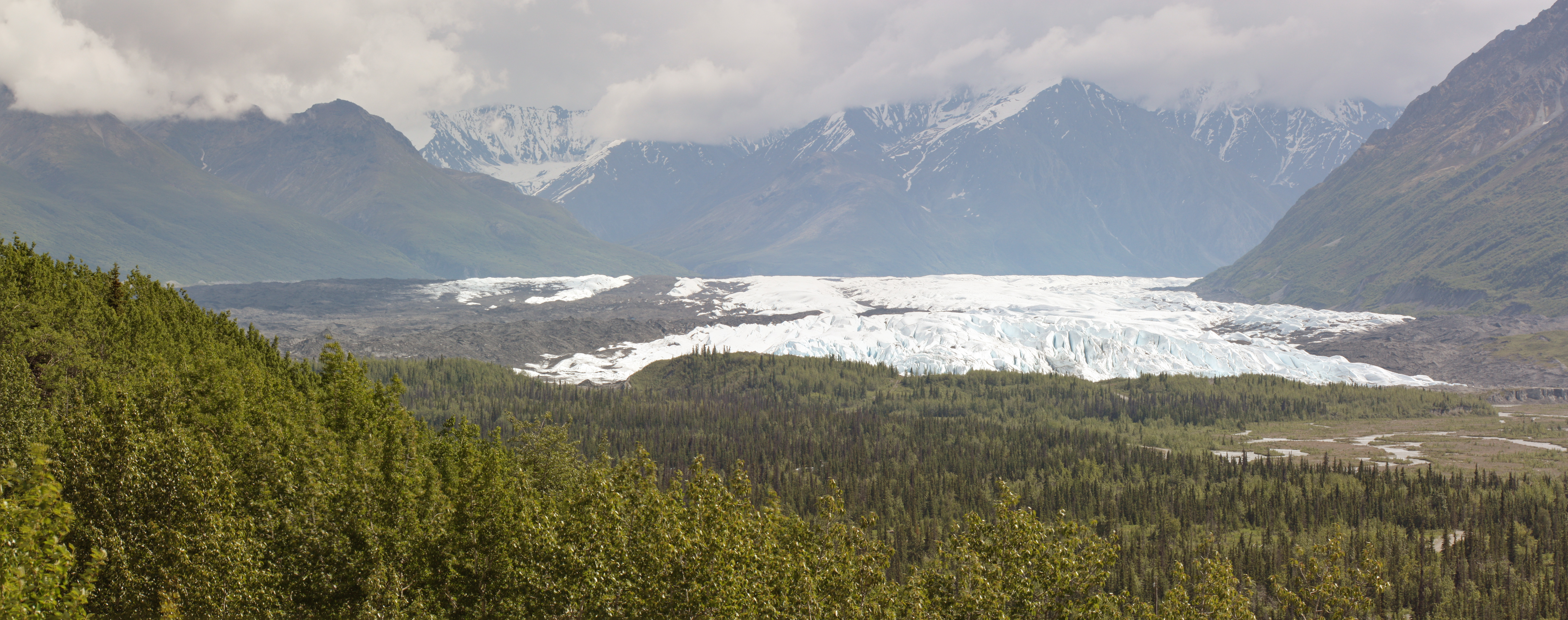
マタヌスカ氷河

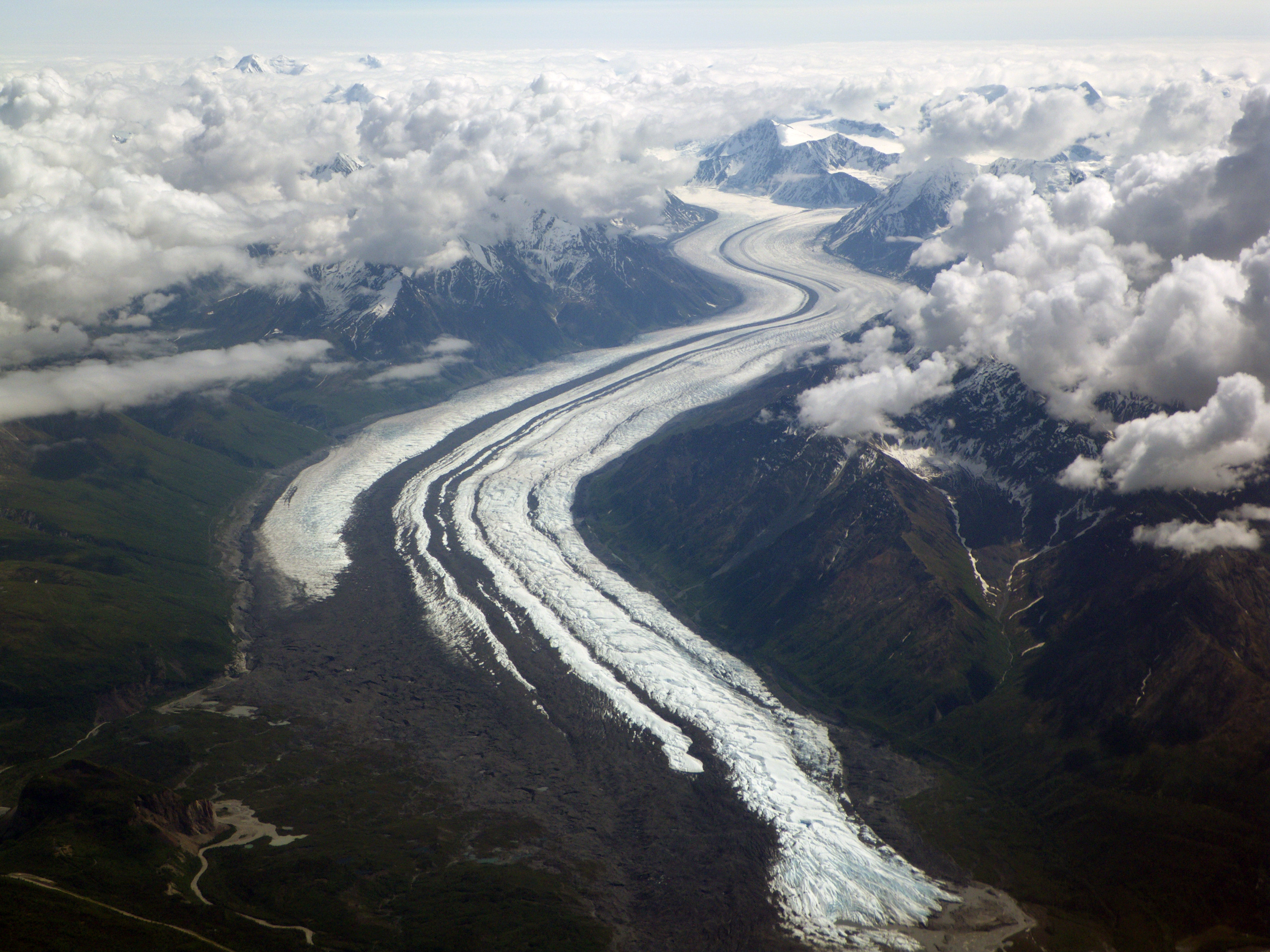
マタヌスカ氷河（1,600m上空から）

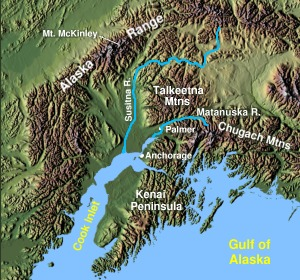
アラスカ州南部中央の地図

マタヌスカ氷河（マタヌスカひようか、英語: Matanuska Glacier）は、アメリカ合衆国アラスカ州にある渓谷氷河である。全長43km、幅6.4kmで、車でアクセスできる氷河としてはアメリカ最大である。氷河の末端はマタヌスカ川に注いでいる。アンカレジの北東約160kmのグレン・ハイウェイの近く、グレイシャー・ビューに位置する。氷河は1日に約30cm流れるの速度で流れる。2007年現在、下部氷河の流失により、氷河の末端の位置は過去30年間ほとんど変わっていない。

## 所有権とアクセス
氷河はマタヌスカ氷河州立レクリエーション・サイト内にあり、トレイルと小さなキャンプ場があるアラスカ州立公園である[4]。公園は公営であるが、クック・インレット地方に属する民間団体が、公園とアラスカ州道1号線を結ぶ唯一の橋の通行料を徴収している[5][6]。

## 参照項目
- 氷河の一覧